# Kotlina Żmigrodzka
Kotlina Żmigrodzka (318.33) – mezoregion fizycznogeograficzny w środkowo-zachodniej Polsce, stanowiący środkowo-wschodnią część Obniżenia Milicko-Głogowskiego. Region graniczy od północy z Wysoczyzną Kaliską i Wysoczyzną Leszczyńską, od północnego zachodu z Pradoliną Głogowską, od zachodu i południa ze Wzgórzami Trzebnickimi, od wschodu ze Wzgórzami Twardogórskimi a od północnego wschodu z Kotliną Milicką. Kotlina Żmigrodzka leży na pograniczu województw dolnośląskiego i wielkopolskiego.
Mezoregion jest rozległym obniżeniem (30 na 40 km) utworzonym w starszym plejstocenie jako misa końcowa warciańskiego zlodowacenia, które od południa ogranicza łuk glacjotektonicznie spiętrzonych wzgórz. Na dnie kotliny występują osady glacjalne, fluwioglacjalne i aluwialne. Przez środek regionu przebiega zabagniona, równoleżnikowa dolina Baryczy. Piaski Kotliny Żmigrodzkiej porastają głównie bory sosnowe.
Głównym ośrodkiem miejskim regionu jest Żmigród, na pograniczu leżą Rawicz, Wąsosz i Prusice oraz wieś Wińsko.